# Poissy
Poissy är en kommun i departementet Yvelines i regionen Île-de-France i norra Frankrike. Kommunen är Chef-lieu över 2 kantoner som tillhör arrondissementet Saint-Germain-en-Laye. År 2022 hade Poissy 40 792 invånare.
I staden ligger Frankrikes största Peugeot-fabrik.

## Befolkningsutveckling
Antalet invånare i kommunen Poissy
| Referens: INSEE |